# Polydolopimorphia
Polydolopimorphia é uma ordem extinta de Metatheria, intimamente relacionada aos marsupiais atuais. Conhecidos do Paleoceno-Plioceno da América do Sul e do Eoceno da Antártida, eles eram um grupo diverso durante o Paleogeno, ocupando muitos nichos, antes de declinar e se extinguirem no final do Neogeno. É dividido em duas subordens, Bonapartheriiformes e Polydolopiformes. A maioria dos membros é conhecida apenas por fragmentos de mandíbula, que têm seus dentes geralmente bunodontes. A morfologia dos seus dentes levou a propostas de que os polidolopimorfos podem ser marsupiais do grupo-coroa, aninhados na Australidelphia, embora esta proposta tenha sido questionada, com outras análises encontrando-os fora do grupo-coroa Marsupialia. A monofilia do grupo tem sido questionada, devido à possibilidade dos dentes bunodontes característicos emergirem convergentemente em grupos não relacionados, em vez de refletir uma verdadeira relação filogenética. O grupo continha formas onívoras, frugívoras e herbívoras.

## Taxonomia
Subdivisão taxonômica de Polydolopimorphia:
- Subordem Bonapartheriiformes
  - Família Bonapartheriidae Pascual, 1980
    - Gênero Bonapartherium Pascual, 1980
    - Gênero Epidolops Paula Couto, 1952

  - Família Argyrolagidae Ameghino, 1904
    - Gênero Anargyrolagus Carlini et al., 2007
    - Gênero Argyrolagus Ameghino, 1904
    - Gênero Hondalagus Villarroel & Marshall, 1988
    - Gênero Klohnia Flynn & Wyss, 1999
    - Gênero Microtragulus Ameghino, 1904
    - Gênero Proargyrolagus Wolff, 1984

  - Subfamília Chulpasiinae Sigé et al., 2009
    - Gênero Chulpasia Crochet & Sigé, 1993
    - Gênero Thylacotinga Archer et al., 1993

  - Família Prepidolopidae Pascual, 1980
    - Gênero Incadolops Goin & Candela, 2004
    - Gênero Perrodelphys Goin et al., 1999
    - Gênero Punadolops Goin et al., 1998

  - Família Rosendolopidae Goin et al., 2010
    - Gênero Hondonadia Goin & Candela, 1998
    - Gênero Rosendolops Goin & Candela, 1996
- Subordem Polydolopiformes
  - Família Polydolopidae Ameghino 1897[7]
    - Gênero Amphidolops  Ameghino, 1902
    - Gênero Antarctodolops Woodburne & Zinsmeister, 1984
    - Gênero Archaeodolops Ameghino, 1903
    - Gênero Hypodolops Chornogubsky, 2020
    - Gênero Kramadolops Goin et al., 2010
    - Gênero Pliodolops Ameghino, 1902
    - Gênero Polydolops Ameghino, 1897
    - Gênero Pseudolops Ameghino, 1902

  - Família Sillustaniidae Crochet & Sigé, 1996
    - Gênero Sillustania Crochet & Sigé, 1996 
    - Gênero Roberthoffstetteria Marshall et al., 1983
- incertae sedis
  - Gênero Prepidolops Pascual, 1980
  - Gênero Wamradolops Goin & Candela, 2004
  - Gênero Bobbschaefferia Paula Couto, 1970